# Finnország az 1928. évi téli olimpiai játékokon
Finnország a svájci St. Moritzban megrendezett 1928. évi téli olimpiai játékok egyik részt vevő nemzete volt. Az országot az olimpián 5 sportágban 18 sportoló képviselte, akik összesen 4 érmet szereztek.

## Érmesek
| Érem  | Versenyző       | Sportág        | Versenyszám  |
| ----- | --------------- | -------------- | ------------ |
| Arany | Clas Thunberg   | Gyorskorcsolya | Férfi 500 m  |
| Arany | Clas Thunberg   | Gyorskorcsolya | Férfi 1500 m |
| Ezüst | Julius Skutnabb | Gyorskorcsolya | Férfi 5000 m |
| Bronz | Jaakko Friman   | Gyorskorcsolya | Férfi 500 m  |

## Északi összetett
| Versenyző     | Sífutás | Sífutás | Sífutás | Síugrás  | Síugrás  | Síugrás | Síugrás | Összesítés | Összesítés |
| Versenyző     | Sífutás | Sífutás | Sífutás | 1. ugrás | 2. ugrás | Össz.   | Össz.   | Összesítés | Összesítés |
| Versenyző     | Idő     | Pont    | Hely.   | Távolság | Távolság | Pont    | Hely.   | Pont       | Helyezés   |
| ------------- | ------- | ------- | ------- | -------- | -------- | ------- | ------- | ---------- | ---------- |
| Esko Järvinen | 1:46:23 | 15,375  | 3.      | 46,0     | 48,0     | 14,246  | 16.     | 14,810     | 5.         |
| Paavo Nuotio  | 1:48:46 | 14,125  | 4.      | 52,5     | 52,5     | 15,729  | 7.      | 14,927     | 4.         |

## Gyorskorcsolya
| Versenyző       | Versenyszám | Eredmény      | Helyezés      |
| --------------- | ----------- | ------------- | ------------- |
| Bertel Backman  | 500 m       | 44,4          | 8.            |
| Bertel Backman  | 1500 m      | nem ért célba | nem ért célba |
| Bertel Backman  | 5000 m      | 9:14,0        | 13.           |
| Jaakko Friman   | 500 m       | 43,6          | **            |
| Toivo Ovaska    | 500 m       | 45,2          | 11.**         |
| Toivo Ovaska    | 1500 m      | 2:29,3        | 15.           |
| Julius Skutnabb | 5000 m      | 8:59,1        |               |
| Clas Thunberg   | 500 m       | 43,4          | *             |
| Clas Thunberg   | 1500 m      | 2:21,1        |               |
| Clas Thunberg   | 5000 m      | 9:11,8        | 12.           |

* - egy másik versenyzővel azonos eredményt ért el

** - két másik versenyzővel azonos eredményt ért el

## Műkorcsolya
| Versenyző                           | Versenyszám  | Kötelező elemek   | Kötelező elemek | Kűr               | Kűr   | Összesítés                     | Összesítés                     | Összesítés                     | Összesítés                     | Összesítés                     | Összesítés                     | Összesítés                     | Összesítés                     | Összesítés                     | Összesítés        | Összesítés  | Összesítés | Összesítés |
| Versenyző                           | Versenyszám  | Kötelező elemek   | Kötelező elemek | Kűr               | Kűr   | Helyezési pontszámok bírónként | Helyezési pontszámok bírónként | Helyezési pontszámok bírónként | Helyezési pontszámok bírónként | Helyezési pontszámok bírónként | Helyezési pontszámok bírónként | Helyezési pontszámok bírónként | Helyezési pontszámok bírónként | Helyezési pontszámok bírónként | Több. hely. száma | Hely. össz. | Pont       | Helyezés   |
| Versenyző                           | Versenyszám  | Több. hely. száma | Hely.           | Több. hely. száma | Hely. | 1                              | 2                              | 3                              | 4                              | 5                              | 6                              | 7                              | 8                              | 9                              | Több. hely. száma | Hely. össz. | Pont       | Helyezés   |
| ----------------------------------- | ------------ | ----------------- | --------------- | ----------------- | ----- | ------------------------------ | ------------------------------ | ------------------------------ | ------------------------------ | ------------------------------ | ------------------------------ | ------------------------------ | ------------------------------ | ------------------------------ | ----------------- | ----------- | ---------- | ---------- |
| Marcus Nikkanen                     | Férfi egyéni | 4×6+              | 4.              | 5×9+              | 8.    | 7,0                            | 5,0                            | 6,0                            | 8,0                            | 4,0                            | 10,0                           | 6,0                            |                                |                                | 4×6+              | 46,0        | 2379,50    | 6.         |
| Ludovika Jakobsson Walter Jakobsson | Páros        |                   |                 |                   |       | 7,0                            | 3,0                            | 7,0                            | 6,0                            | 7,0                            | 6,0                            | 6,0                            | 4,0                            | 5,0                            | 6×6+              | 51,0        | 84,00      | 5.         |

## Sífutás
| Versenyző          | Versenyszám | Eredmény      | Helyezés      |
| ------------------ | ----------- | ------------- | ------------- |
| Einar Mässeli      | 18 km       | 1:47:55       | 13.           |
| Ville Mattila      | 18 km       | 1:44:37       | 10.           |
| Veli Saarinen      | 18 km       | 1:40:57       | 4.            |
| Martti Lappalainen | 18 km       | 1:41:59       | 7.*           |
| Martti Lappalainen | 50 km       | 5:30:09       | 9.            |
| Adiel Paananen     | 50 km       | nem ért célba | nem ért célba |
| Matti Raivio       | 50 km       | nem ért célba | nem ért célba |
| Tauno Lappalainen  | 50 km       | 5:18:33       | 6.            |

* - egy másik versenyzővel azonos eredményt ért el

## Síugrás
| Versenyző     | 1. ugrás | 2. ugrás | Összesítés | Összesítés |
| Versenyző     | Távolság | Távolság | Pont       | Helyezés   |
| ------------- | -------- | -------- | ---------- | ---------- |
| Esko Järvinen | 45,0     | 47,5     | 13,978     | 22.        |
| Paavo Nuotio  | 50,0     | 56,0     | 15,833     | 12.        |